# Liste des titres de la noblesse italienne
 (mai 2023).
La liste des titres de la noblesse italienne sont tous les titres de nobles.

## Histoire

### Prince (Principe)
| Nom                                                            | Titres | Note | Ancienneté    | Blason |
| -------------------------------------------------------------- | --- | --- | ------------- | ------ |
| Aldobrandini Aldobandini-Pamphili Aldobandini-Borghese         | Prince de Meldola (Clément VIII, 1597) Prince de Sarsina (Clément VIII, 1602) Prince d'Aldobrandini (Pie IX, 1854) Duc de Brindisi (Victor-Emmanuel III, 1903) | | XIVe siècle   |        |
| Avalos                                                         | Prince du Saint-Empire (Léopold Ier, 1704) Duc d'Avalos (Joachim Murat, 1813) Marquis de Pescara (Ladislas Ier, 1403) | | XIIe siècle   |        |
| Barberini Barberini-Sacchetti                                  | Prince de Palestrina (Urbain VIII, 1630) | | XVIe siècle   |        |
| Biondi Morra                                                   | Prince de San Martino (Victor-Emmanuel III, 1935) Duc de Belforte (Victor-Emmanuel III, 1941) | | XVIIIe siècle |        |
| Bonanno                                                        | Prince de Linguaglossa (Philippe III, 1625) Baron d'Arcimusa (Humbert Ier, 1899) Baron de Bulgarano (Humbert Ier, 1899) Baron de Carancino (Humbert Ier, 1899) Baron de Belvedere (Humbert Ier, 1899) Baron de Rosabia (Humbert Ier, 1899) Baron de Gigliotto (Humbert Ier, 1899) | | XIIIe siècle  |        |
| Boncompagni Boncompagni-Ludovis                                | Prince de Piombino (Clément XII, 1733) Duc de Sora (Grégoire XIII, 1579) | | XVIe siècle   |        |
| Caracciolo Caracciolo-Rossi Caracciolo-Pisquizi                | Prince de Torella (Philippe IV, 1638) Prince de Marano (Philippe IV, 1636) Prince du Saint-Empire (Charles VI, 1715) Prince de Torchiarolo (Charles III, 1726) Prince de Forino (Philippe III, 1609) Prince de Cellamare (Ferdinand Ier, 1787) Prince de Vietri (Victor-Emmanuel III, 1929) Duc de Flumeri (Philippe III, 1629) Duc de Siano (Philippe III, 1638) Duc de San Vito (Philippe IV, 1645) Duc de Belcastro (Philippe IV, 1644) Duc de Vietri (Philippe IV, 1705) Duc de San Giovanni Rotondo (Philippe IV, 1623) Marquis de Sant'Eramo (Philippe II, 1569) | | Xe siècle     |        |
| Cigala                                                         | Prince de Tiriolo (Philippe III, 1630) | | IXe siècle    |        |
| Dentice                                                        | Prince de Frasso (Charles VI, 1720) | Erection de la seigneurie de Frasso en principauté, avec le titre de Prince de Frasso pour Placido Dentice, une noble famille féodale de Naples. Reconnaissance, le 2 juin 1898, des titres de Prince de Frasso, Prince de San Vito, Prince de Crucoli pour Luigi Dentice, par le roi Humbert Ier. | XVIe siècle   |        |
| Lancellotti                                                    | Prince de Lauro Prince de Marzano | | XVe siècle    |        |
| Massimo Massimo-Lancellotti                                    | Prince d'Arsoli (Léon XII, 1826) Marquis de Roccasecca (Innocent XI, 1686) | | Xe siècle     |        |
| Mirelli                                                        | Prince de Teora (Charles V, 1689) Marquis de Calitri (Charles V, 1682) | | XVe siècle    |        |
| Montaperto                                                     | Prince de Raffadali (Philippe III, 1650) Duc de Santa Elisabetta (Victor-Emmanuel III, 1908) | | XIe siècle    |        |
| Orsini                                                         | Prince de Solofra (Philippe II, 1620) Prince du Saint-Empire (Charles VI, 1724) Duc de Gravina (Ferdinand Ier, 1468) | | VIIe siècle   |        |
| Pignatelli Pignatelli-Aragona                                  | Prince de Belmonte (Philippe III, 1619) Prince de Monteroduni (Philippe IV, 1702) Prince du Saint-Empire (Charles VI, 1726) Duc d'Acerenza (1593) Marquis de Galatone (Philippe II, 1562) Comte de Copertino (Philippe II, 1562) | | XIIe siècle   |        |
| Ruffo Ruffo de Calabria Ruffo della Scaletta Ruffo de Bonneval | Prince de Scilla (Philippe IV, 1642) Prince de Palazzolo (Philippe IV, 1642) Prince Ruffo de Calabria (Victor-Emmanuel III, 1928) Duc de Guardia Lombarda (Philippe III, 1603) Duc de Santa Cristina (Philippe III, 1603) Comte de Sinopoli (Robert Ier, 1334) | | Xe siècle     |        |
| Ruspoli Ruspoli-Poggio Suasa Ruspoli-Morignano                 | Prince de Cerveteri (Clément XI, 1709) Prince du Saint-Empire (François II, 1792) Prince de Poggio Suasa (Humbert Ier, 1886) Duc de Morignano (Victor-Emmanuel III, 1907) | | XIIIe siècle  |        |
| Rospigliosi Rospigliosi-Pallavicini Rospigliosi-Gioeni         | Prince du Saint-Empire (Léopold Ier, 1668) Prince Rospigliosi (Pie IX, 1854) Duc de Zagarolo (Clément IX, 1668) | | XIIe siècle   |        |
| Sforza Sforza Cesarini                                         | Prince de Gengazano (Innocent XII, 1697) Duc Sforza Cesarini (Pie VII, 1817) Comte de Santa Fiora (Nicolas V, 1451) | | XIVe siècle   |        |
| Torre e Tasso (della)                                          | Prince du Saint-Empire (Léopold Ier, 1695) Prince della Torre e Tasso (Victor-Emmanuel III, 1923) Duc de Castel Duino (Victor-Emmanuel III, 1923) | | XIIe siècle   |        |
| Trivulzio (†)                                                  | Prince de Musocco (Humbert Ier, 1885) | | XIe siècle    |        |

### Duc (Duca)
| Nom                          | Titres                                               | Note | Ancienneté  | Blason |
| ---------------------------- | ---------------------------------------------------- | ---- | ----------- | ------ |
| Carcano                      | Duc de Montaltino (Ferdinand II, 1858)               |      |             |        |
| Carignani                    | Duc de Tolve (Charles V, 1678)                       |      |             |        |
| Lante Lante della Rovere     | Duc de Lante della Rovere (Grégoire XVI, 1836)       |      | XIIe siècle |        |
| Montalto                     | Duc de Tocco (Philippe III, 1628)                    |      |             |        |
| Tomacelli                    | Duc de Monasterace (Philippe III, 1705)              |      |             |        |
| Visconti Visconti de Modrone | Duc de Grazzano Visconti (Victor-Emmanuel III, 1937) |      | XIe siècle  |        |

### Marquis (Marchese)
| Nom          | Titres                                                            | Note | Ancienneté  | Blason |
| ------------ | ----------------------------------------------------------------- | ---- | ----------- | ------ |
| Della Rovere | Marquis de Montabone (Victor-Amédée II, 1679)                     |      | XIVe siècle |        |
| Gherardini   | Marquis Francesco Alberto Comte Gian Claudio (Philippe Ier, 1755) |      | IXe siècle  |        |
| Imperiali    | Marquis de Latiano (Charles V, 1668)                              |      | XIIe siècle |        |
| Pallavicini  | Marquis de Pallavicini (Otton Ier, 960)                           |      | Xe siècle   |        |
| Palmieri     | Marquis de Monferrato (Charles VII, 1741)                         |      |             |        |
| Tamayo       | Marquis de Tamayo (Léon XIII, 1888)                               |      |             |        |
| Tanari       | Marquis Tanari (Pie VII, 1822)                                    |      |             |        |
| Tavira       | Marquis Tavira (Pie X, 1906)                                      |      |             |        |

### Comte (Conte)
| Nom               | Titres                                        | Note | Ancienneté | Blason |
| ----------------- | --------------------------------------------- | --- | ---------- | ------ |
| Abbati-Marescotti | Comte d'Abbati-Marescotti (François IV, 1818) | Famille particienne originaire de Modène, permission d'adjoindre le nom de «Marescotti», en tant que héritier de Francesco Marescotti, médecin du duc de Modène, avec le titre de Comte Abbati-Marescotti pour Pietro Abbati, membre de l'académie des Sciences. |            |        |
| Filipponi         | Comte de Mombello (Victor-Amédée III, 1789)   | |            |        |
| Giriodi           | Comte de Monastero (Victor-Amédée II, 1724)   | |            |        |

### Baron (Barone)
| Nom     | Titres | Note | Ancienneté  | Blason |
| ------- | --- | ---- | ----------- | ------ |
| Alessi  | Baron de Sixte (Ferdinand II, 1502) Baron de Montegrosso (Victor-Amédée II, 1721) Baron de Pasquale (Charles-Emmanuel III,1771) |      | XIVe siècle |        |
| Giriodi | Baron de Costigliole (Charles-Emmanuel III, 1767)                                                                               |      |             |        |

### Noble (Nobile)
| Nom        | Titres                                    | Note | Ancienneté  | Blason |
| ---------- | ----------------------------------------- | ---- | ----------- | ------ |
| Benintendi | Noble du Saint-Empire (Léopold Ier, 1700) |      | XVIe siècle |        |